# Thelypteris pinnatifida
Thelypteris pinnatifida är en kärrbräkenväxtart som beskrevs av Alan Reid Smith. Thelypteris pinnatifida ingår i släktet Thelypteris och familjen Thelypteridaceae. Inga underarter finns listade.